# Phrygionis mollita
Phrygionis mollita är en fjärilsart som beskrevs av Paul Dognin 1891. Phrygionis mollita ingår i släktet Phrygionis och familjen mätare. Inga underarter finns listade i Catalogue of Life.